# Johan III av Brabant
Johan III av Brabant, född 1300, död 1355, var regerande hertig av Brabant från 1312 till 1355. 